# Смолниця
Смо́лниця (болг. Смолница) — село в Добрицькій області Болгарії. Входить до складу общини Добричка.

## Населення
За даними перепису населення 2011 року у селі проживали 379 осіб.
Національний склад населення села:
| Національність   | Кількість осіб | Відсоток |
| ---------------- | -------------- | -------- |
| болгари          | 229            | 76,8%    |
| турки            | 37             | 12,4%    |
| цигани           | 19             | 6,4%     |
| інша             | 13             | 4,4%     |
| не визначились   | 0              | 0%       |
| Всього відповіли | 298            |          |

Розподіл населення за віком у 2011 році:
Динаміка населення: